# Norogachi
Norogachi, en el municipio de Guachochi es una de las comunidades más importantes en la Sierra Tarahumara. Sede del pueblo indígena del mismo nombre pues ahí está el templo (Nuestra Señora del Pilar), el Komeráchi (la casa de comunidad) y la Plaza Mayor del Pueblo. Ahí se reúnen los tarahumaras domingo a domingo a escuchar después de la misa el nawésari del gobernador (siríame) principal de los 5 pueblos (Mariana Pobora, Choguita, Papajichi, Pawichiki y el mismo Norogachi) que forman una confederación con Norogachi e incluso ocasionalmente de pueblos distantes como Aboréachi o Narárachi. Los tarahumares conservando totalmente la autonomía de sus pueblos reconocen la primacía de Norogachi.
Norogachi significa "cerros redondos" del tarahumara noró=redondo, ga, gawí=cerro, chi=lugar. Una variante es "el redondel" refiriéndose a la disposición de los cerros que rodean el valle de Norogachi.
La celebración de la Semana Santa (Noríruachi) en Norogachi por los tarahumares tiene fama mundial y ha sido filmada y fotografiada por numerosos artistas de diversas nacionalidades. Las fiestas de fin de año comenzando el 12 de octubre con la fiesta patronal de Nuestra Señora de Pilar (Pirárochi), seguida de Guadalupe (Warúpachi) y Navidad (Nabiráchi), y por último el cierre de la Pascua el día de Reyes (Réyechi, Páskochi) representan oportunidades para apreciar las danzas de matachines y la música de violín que también ha alcanzado fama nacional (ver Erasmo Palma Fernández) 
El casco del pueblo de Norogachi está formado principalmente por familias mestizas asentadas alrededor de las instalaciones misioneras. Algunos mestizos son descendientes de maestros rurales que se quedaron en la región, mientras que otros de comerciantes que ahí se establecieron aprovechando las congregaciones de indígenas en fiestas y domingos. Algunas familias mestizas notables de Norogachi incluyen a los Villalobos, Moreno, Loya, Aguirre, Pérez, Herrera, Gardea, Molina entre otras.

## Historia
La incipiente arqueología de la región revela antiguas habitaciones, del tipo circular y cuevas funerarias pertenecientes a los diversos “horizontes” descritos por Zingg (“Canasteros”, “Horizonte Transicional del Río Fuerte”) pero la exploración apenas si ha comenzado (Irigoyen 2011) Se puede decir sin embargo que la región ha sido habitada continuamente por varios miles de años. Cerca de Norogachi está Ganóchi -la cueva de los gigantes- de donde investigadores americanos retiraron huesos que los naturales atribuían a gigantes (o a sus víctimas).
Norogachi fue fundada en 1690 y fue afectada por las rebeliones indígenas de esa época. Norogachi fue de las primeras misiones que se reabrieron cuando los jesuitas retornaron en 1901 (en diciembre) Ahí abrió el padre Vargas el primer tohuisado (internado para niños) de la sierra en 1905. Esta fundación de hecho constituiría el alma de la estación misional y por ende del moderno Norogachi en los años venideros. En 1913 se libró en Norogachi una batalla entre las fuerzas huertistas y constitucionalistas, resultando derrotados estos últimos.
En 1934 el gobierno expropió dentro de los eventos aciagos de la persecución religiosa la escuela y el internado indígena que no fueron retornados sino hasta 1942 en un estado de deplorable descuido. Las Siervas del Sagrado Corazón de Jesús y de los Pobres han atendido desde entonces el internado y la escuela. El trabajo con los niños ha pasado a ser de los Hermanos Maristas desde los años 70’s.

## Tiempos modernos
Al reanudarse los trabajos misionales un número importante de misioneros jesuitas han presidido las actividades de la Misión incluyendo a los padres Pichardo, Galván (reputado médico), Brambila, Moreno, Uranga, Díaz Infante, Robles, Vallejo y muchos otros. El establecimiento de la confederación de los cinco pueblos -Mariana Pobora- fue alentado por el P. Ernesto Uranga en los años 1950’s y 1960’s y la Escuela de Lenguas por el P. Carlos Díaz Infante en los 1970’s.
En 1959 las Hermanas de la Misericordia de San Carlos Borromeo fundan la Clínica San Carlos que desde entonces ha fungido como hospital y consultorio médico regional. Este centro ha sido atendido por enfermeras religiosas entrenadas en Austria (SM Elise Andris, SM Rosalía Mendoza) y doctores americanos (Hardy Carlton, William Lohr, Chuck Cullen y otros) que volaban desde Texas, Oregón y Nuevo México para prestar sus servicion en breves incursiones que sin embargo proporcionaron atención médica a muchos pacientes. Desde 1974 la Clínica ha tenido un médico residente (Drs. Irigoyen, Licona, y otros).
En el año actual (2019),los hermanos maristas, a través de la Universidad Marista de Mérida proporcionaron un Médico general recién egresado, el Dr. Lizandro Lizama Medina quien presta servicios hasta el momento de la publicación de este escrito. 
Existen también desde los 1950’s una escuela oficial dedicada principalmente a los pobladores mestizos y desde 1977 una Clínica tiempos una clínica establecida por el plan IMSS-COPLAMAR. La pista de aterrizaje es un indispensabe elemento para a comunicación y la evacuación de enfermos graves.